# حلقي الهبتاتريين
حلقي الهبتاتريين هو مركب كيميائي عضوي من مجموعة المركبات الحلقية غير المشبعة؛ حيث يتألف من حلقة سباعية حاوية على ثلاث روابط مضاعفة مترافقة. للمركب الصيغة الكيميائية C7H8، ويكون على شكل سائل عديم اللون.

## التحضير
كان الكيميائي ألبرت لادنبورغ Albert Ladenburg أول من حصل على مركب حلقي الهبتاتريين سنة 1881 من تفكك التروبين؛ ثم تمكن ريشارد فيلشتيتر لاحقاً سنة 1901 من اصطناع المركب وذلك انطلاقاً من حلقي الهبتانون.
يمكن الحصول على المركب مخبرياً بطريقة أخرى وذلك من التفاعل الكيميائي الضوئي بين البنزين مع ديازو الميثان أو ديازوأسيتات الإيثيل، حيث يحدث تفاعل توسيع حلقة Ring expansion reaction حسب بوخنر Buchner. أو من التحلل الحراري لناتج إضافة حلقي الهكسين إلى ثنائي كلورو الكربين.

## الخواص

كاتيون التروبيليوم العطري

يوجد مركب حلقي الهبتاتريين على هيئة سائل عديم اللون. يؤدي التفاعل مع البروم أو مستقبلات الهيدريد إلى تشكيل كاتيون عطري يعرف عادة باسم كاتيون تروبيليوم Tropylium.
{\displaystyle \mathrm {C_{7}H_{8}+Br_{2}\longrightarrow \ C_{7}H_{7}^{+}+Br^{-}+HBr} }
كما يمكن الحصول على التروبيليوم باستخدام مركب خماسي كلوريد الفوسفور كمؤكسد.
لمركب حلقي الهبتاتريين بنية غير مستوية، تكون فيها أطوال الروابط بين ذرات الكربون متفاوتة، في حين أن بنية كاتيون التروبيليوم مستوية وذات أطوال متساوية للروابط بين ذرات الكربون فيها. تنبأ إريش هوكل (واضع قاعدة هوكل للعطرية) بوجود كاتيون التروبيليوم سنة 1931، وذلك قبل اكتشافها لاحقاً سنة 1954.

## الاستخدامات
يستخدم مركب حلقي الهبتاتريين بشكل واسع في الكيمياء العضوية الفلزية، حيث يشكّل العديد من المعقدات التناسقية مع الفلزات الانتقالية مثل الكروم (Cr(CO)3(C7H8،
 أو الموليبدنوم C7H8)Mo(CO)3).

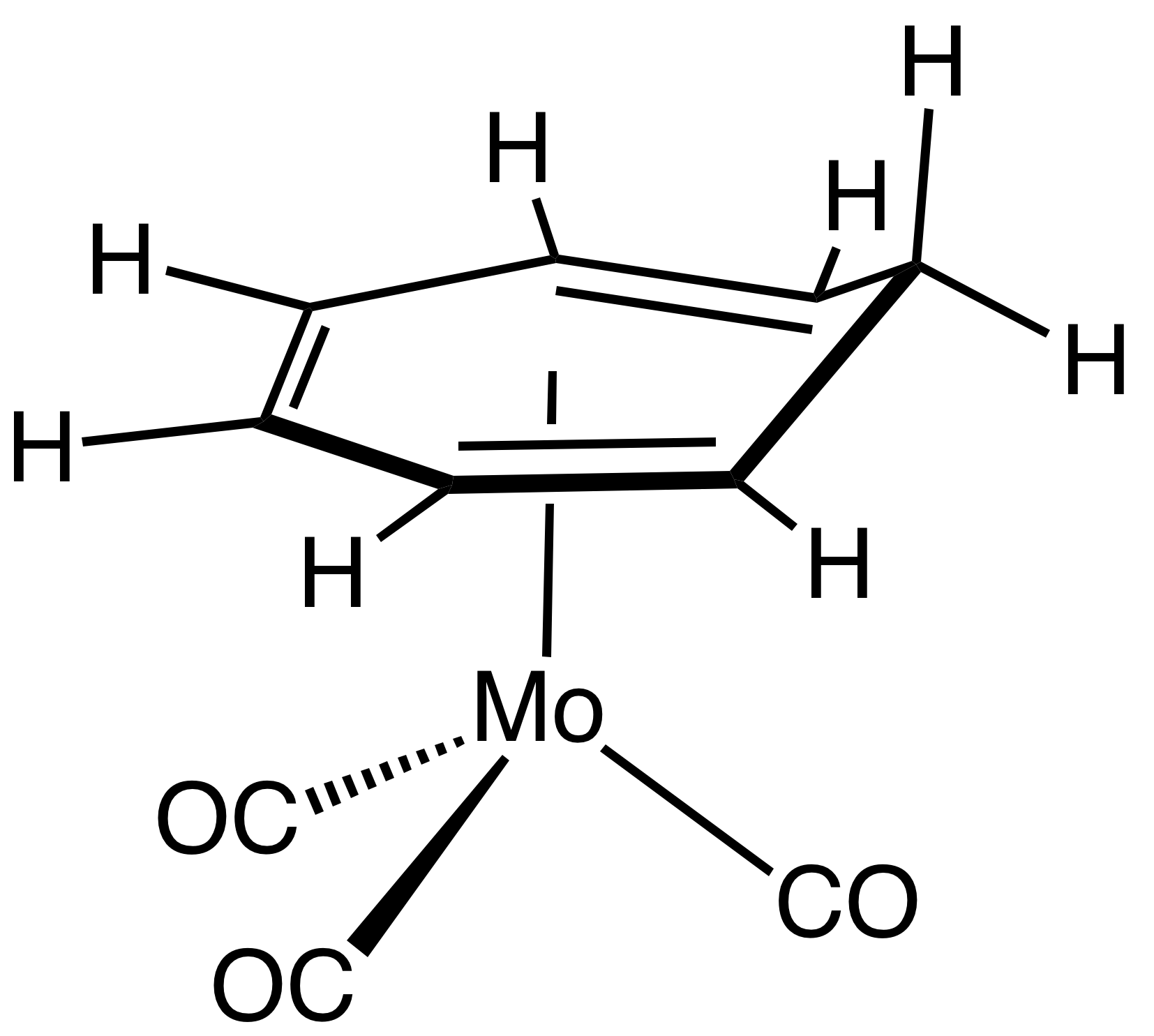
معقد حلقي الهبتاتريين مع الموليبدنوم.

يستخدم حلقي الهبتاتريين بالإضافة إلى مركب حلقي الأوكتاتترايين كمواد مخمّدة للحالة الثلاثية في ليزر صبغة رودامين 6G.